# Маслахат
Маслахат (узб. Maslahat / Маслаҳат) — посёлок городского типа, расположенный на территории Алтынкульского района Андижанской области Республики Узбекистан.
Статус посёлка городского типа с 2009 года.